# Carlwalter Schreck
Carlwalter Schreck, auch Carl Walter Schreck (* 22. August 1917 in Berlin; † 24. Dezember 1981 in Berlin) war ein deutscher Ingenieur für Strömungsmechanik und Hochschullehrer.

## Leben
Schreck studierte ab 1938 an der Technischen Hochschule Berlin-Charlottenburg. Dort wurde er Mitglied der Kameradschaft Werner von Siemens (der Berliner Burschenschaften Primislavia und Teutonia). Nach Kriegsteilnahme setzte er sein Studium in Berlin fort und wurde 1954 an der TU Berlin zum Dr.-Ing. promoviert. Seine Dissertation trug den Titel Beitrag zur Ermittlung des Wärmeflusses in Glasformen.
Ebenfalls an der TU Berlin wurde Schreck 1961 mit seiner Arbeit zum Thema Grundlagen der hydrodynamischen Maschinen habilitiert. Danach war er Privatdozent unter Rudolf Wille für Hydrodynamische Strömungsmaschinen am Lehrstuhl für Strömungslehre und Hermann-Föttinger-Institut für Strömungstechnik der TU Berlin.
1970 nahm Schreck den Ruf auf das Fachgebiet Hydrodynamik und Hydrologie in der Fakultät für Bauingenieurwesen und zum Ordinarius der TU Berlin an.